# Аллен, Эдуард
Эдуард Аллен (англ. Edward Alleyn; 1 сентября 1566 — 25 ноября 1626) — известнейший актёр елизаветинской Англии, руководитель ряда актёрских трупп. Известен также как благотворитель, основавший Даличский колледж под Лондоном.

## Биография
Родился в Бишопсгейте (Лондон) в семье владельца гостиницы. Неизвестно, когда Аллен начал карьеру актёра, но в 1583 году его имя значилось в списке труппы «слуги графа Вустера». Он считался одним из самых талантливых актёров своего времени, конкуренцию Аллену мог составить только Ричард Бёрбедж.
Аллен исполнял главные роли в пьесах Марло «Доктор Фауст», «Тамерлан», «Мальтийский еврей»; Роланда в «Неистовом Роланде» Грина и, вероятно, Иеронимо в пьесе Томаса Кида «Испанская трагедия». Томас Нэш в Pierce Penniless (1592) включил Аллена в квартет актёров, вызывавших его восхищение своей игрой: кроме Аллена он упомянул Бентли Джона, Уильяма Нелла и Ричарда Тарлтона. Томас Хейвуд называл его «неподражаемым» и «лучшим из актёров».
В лондонском театре «Роза», труппой которого руководил Аллен, начал свою карьеру драматурга Шекспир. В 1593 году, когда в Лондоне свирепствовала эпидемия чумы, Аллен руководил гастролями по провинции (Бристоль, Шрусбери, Честер, Йорк) объединённой труппы, состоящей из актёров «слуг лорда Стрэнджа» и «слуг лорда-адмирала». Позднее все актёры этой труппы прославились исполнением ролей в шекспировских пьесах.
Женившись на падчерице Филипа Хенслоу (1592) Аллен стал совладельцем его развлекательного бизнеса, который объединял несколько театров, зверинец и бордели. В 1600 году Хенслоу и Аллен для труппы «слуги лорда-адмирала» построили театр «Фортуна» , который составил конкуренцию «Глобусу».
Аллен покинул сцену около 1598 года, в разгар своей славы. По преданию, сама королева Елизавета просила его вернуться, что он и сделал в 1604 году. В 1605 году за 35 тысяч фунтов он приобрёл Далвич — поместье сэра Фрэнсиса Кэлтона к югу от Саутварка (ныне в границах Лондона). В 1613 году он начал строительство там колледжа Божьей Благодати. В дар колледжу было предподнесено и его собрание картин, впоследствии вошедшее в состав Далвичской галереи.
По легенде, на представлении в Далвиче пьесы Марло «Трагическая история доктора Фауста», где Аллен играл главную роль, зрителей и актёров напугали призраки, явившиеся на помощь Мефистофелю. Именно после этого спектакля Аллен и дал обет основать в Далвиче колледж. Похоронен он в часовне Далвичского колледжа.

## Семья
- Первый брак (1592) — Джоан Вудвард (ум. 1623), падчерица Филипа Хенслоу.
- Второй брак (1623) — Констанция Донн, дочь Джона Донна.

Оба брака были бездетны.